# چگون
چگون (به لاتین: Chegon) یک منطقهٔ مسکونی در روسیه است که در سرزمین آلتای واقع شده‌است.